# Lupin i el cor porpra de Cleopatra
Lupin i el cor porpra de Cleopatra (ルパン三世, Rupan Sansei) és una pel·lícula japonesa de robatoris de 2014 dirigida per Ryuhei Kitamura i basada en la sèrie de manga de Monkey Punch publicada entre 1967 i 1969. La pel·lícula és protagonitzada per un repartiment coral amb Shun Oguri, Jerry Yan, Tetsuji Tamayama, Gō Ayano, Meisa Kuroki i Tadanobu Asano. És la segona adaptació cinematogràfica d'imatge real del manga, després de Lupin III: Strange Psychokinetic Strategy (1974). S'ha subtitulat al català.
La pel·lícula és una història sobre l'origen que presenta els seus personatges en un context modernitzat, i segueix el personatge principal mentre forma la seva banda de lladres per robar un collaret de Cleòpatra mentre s'enfronta a l'oposició de Michael Lee, el seu rival, i de Pramuk, un cap criminal.
El film es va estrenar al Japó el 30 d'agost de 2014 i es va estrenar a l'estranger al festival de cinema LA EigaFest. Tot i l'èxit de taquilla, les crítiques van ser agredolces i negatives i se centraven en la narrativa derivada i complicada. Altres àrees de la producció, com la presència de diàlegs en anglès, també van ser objecte de crítica.